# Placa d'orifici

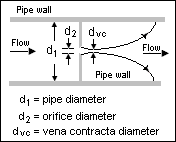
Placa orificial que mostra la vena contracta

Una placa d'orifici és un dispositiu que s'utilitza per mesurar el cabal, reduir la pressió o restringir el cabal (en aquests dos últims casos sovint s'anomena placa de restricció.

## Descripció
Una placa d'orifici és una placa prima amb un forat, que normalment es col·loca en una canonada. Quan un fluid (ja sigui líquid o gasós) passa a través de l'orifici, la seva pressió augmenta lleugerament aigües amunt de l'orifici, però a mesura que el fluid es veu obligat a convergir per passar a través del forat, la velocitat augmenta i la pressió del fluid disminueix. Una mica aigües avall de l'orifici, el flux arriba al seu punt de màxima convergència, la vena contracta (vegeu el dibuix de la dreta), on la velocitat arriba al màxim i la pressió al mínim. Més enllà d'això, el flux s'expandeix, la velocitat disminueix i la pressió augmenta. Mesurant la diferència de pressió del fluid entre les preses aigües amunt i aigües avall de la placa, el cabal es pot obtenir a partir de l'equació de Bernoulli utilitzant coeficients establerts a partir d'una extensa investigació.
En general, el cabal màssic {\displaystyle q_{m}} mesurat en kg/s a través d'un orifici es pot descriure com
{\displaystyle q_{m}={\frac {C_{d}}{\sqrt {1-\beta ^{4}}}}\epsilon {\frac {\pi }{4}}d^{2}{\sqrt {2\rho _{1}\Delta p}},}
on
{\displaystyle C_{d}} = coeficient de descàrrega, adimensional, típicament entre 0,6 i 0,85, depenent de la geometria de l'orifici i les preses,
{\displaystyle \beta } = relació entre el diàmetre de l'orifici 𝑑 i el diàmetre de la canonada 𝐷, adimensional,
{\displaystyle \epsilon } = factor d'expansió, 1 per a gasos incompressibles i la majoria de líquids, i disminuint amb la relació de pressió a través de l'orifici, adimensional,
{\displaystyle d} = diàmetre de l'orifici intern en condicions de funcionament, m,
{\displaystyle \rho _{1}} = densitat del fluid en el pla de la presa aigües amunt, kg/m3,
{\displaystyle \Delta p} = pressió diferencial mesurada a través de l'orifici, Pa.
El cabal volumètric {\displaystyle q_{v}} mesurat en m³/s és
{\displaystyle q_{v}={\frac {q_{m}}{\rho _{1}}}.}
La pèrdua de pressió total a la canonada a causa d'una placa d'orifici és inferior a la pressió diferencial mesurada, normalment per un factor de {\displaystyle 1-\beta ^{1.9}}

## Aplicació
Les plaques d'orifici s'utilitzen més habitualment per mesurar els cabals en canonades, quan el fluid és monofàsic (en lloc de ser una barreja de gasos i líquids, o de líquids i sòlids) i està ben barrejat, el flux és continu en lloc de pulsar, el fluid ocupa tota la canonada (excloent-hi llims o gasos atrapats), el perfil de flux és uniforme i ben desenvolupat i el fluid i el cabal compleixen certes altres condicions. En aquestes circumstàncies i quan la placa d'orifici es construeix i s'instal·la d'acord amb els estàndards adequats, el cabal es pot determinar fàcilment mitjançant fórmules publicades basades en investigacions substancials i publicades en estàndards industrials, nacionals i internacionals.
Una placa d'orifici s'anomena orifici calibrat si s'ha calibrat amb un flux de fluid adequat i un dispositiu de mesura de flux rastrejable.
Les plaques se solen fabricar amb orificis circulars amb vores afilades i s'instal·len concèntriques amb la canonada i amb preses de pressió a un dels tres parells estàndard de distàncies aigües amunt i aigües avall de la placa; aquests tipus estan coberts per la norma ISO 5167 i altres normes importants. Hi ha moltes altres possibilitats. Les vores poden ser arrodonides o còniques, la placa pot tenir un orifici de la mateixa mida que la canonada excepte per un segment a la part superior o inferior que està obstruït, l'orifici pot estar instal·lat excèntricament a la canonada i les preses de pressió poden estar en altres posicions. Les variacions d'aquestes possibilitats es troben en diverses normes i manuals. Cada combinació dóna lloc a diferents coeficients de descàrrega que es poden predir sempre que es compleixin diverses condicions, condicions que difereixen d'un tipus a un altre.
Un cop dissenyada i instal·lada la placa d'orifici, sovint es pot indicar el cabal amb una incertesa acceptablement baixa simplement calculant l'arrel quadrada de la pressió diferencial a través de les preses de pressió de l'orifici i aplicant una constant adequada.
Les plaques d'orifici també s'utilitzen per reduir la pressió o restringir el flux, en aquest cas sovint s'anomenen plaques de restricció.

## Teoria

### Flux incompressible
Si assumim un flux laminar incompressible (densitat constant del fluid), no viscós i en estat estacionari en una canonada horitzontal (sense canvi d'elevació) amb pèrdues per fricció negligibles, l'equació de Bernoulli (que expressa la conservació de l'energia d'una parcel·la de fluid incompressible mentre es mou entre dos punts de la mateixa línia de corrent) es pot reescriure sense el terme d'energia potencial gravitatòria i reduir-se a:
{\displaystyle p_{1}+{\frac {1}{2}}\cdot \rho \cdot V_{1}^{'^{2}}=p_{2}+{\frac {1}{2}}\cdot \rho \cdot V_{2}^{'^{2}}}
o
{\displaystyle p_{1}-p_{2}={\frac {1}{2}}\cdot \rho \cdot V_{2}^{'^{2}}-{\frac {1}{2}}\cdot \rho \cdot V_{1}^{'^{2}}}
Per l'equació de continuïtat:
{\displaystyle q_{v}^{'}=A_{1}\cdot V_{1}^{'}=A_{2}\cdot V_{2}^{'}} o {\displaystyle V_{1}^{'}=q_{v}^{'}/A_{1}} i {\displaystyle V_{2}^{'}=q_{v}^{'}/A_{2}}
{\displaystyle p_{1}-p_{2}={\frac {1}{2}}\cdot \rho \cdot {\bigg (}{\frac {q_{v}^{'}}{A_{2}}}{\bigg )}^{2}-{\frac {1}{2}}\cdot \rho \cdot {\bigg (}{\frac {q_{v}^{'}}{A_{1}}}{\bigg )}^{2}}
Resolent per a {\displaystyle q_{v}^{'}} :
{\displaystyle q_{v}^{'}=A_{2}\;{\sqrt {\frac {2\;(p_{1}-p_{2})/\rho }{1-(A_{2}/A_{1})^{2}}}}}
i:
{\displaystyle q_{v}^{'}=A_{2}\;{\sqrt {\frac {1}{1-(d/D)^{4}}}}\;{\sqrt {2\;(p_{1}-p_{2})/\rho }}}
L'expressió anterior per a {\displaystyle q_{v}^{'}} dóna el cabal volumètric teòric. Introducció al factor beta {\displaystyle \beta =d/D} així com el coeficient de descàrrega {\displaystyle C_{d}} :
{\displaystyle q_{v}=C_{d}\;A_{2}\;{\sqrt {\frac {1}{1-\beta ^{4}}}}\;{\sqrt {2\;(p_{1}-p_{2})/\rho }}}
I finalment introduint el coeficient del metre {\displaystyle C} que es defineix com {\displaystyle C={\frac {C_{d}}{\sqrt {1-\beta ^{4}}}}} per obtenir l'equació final del flux volumètric del fluid a través de l'orifici que té en compte les pèrdues irreversibles:
{\displaystyle (1)\qquad q_{v}=C\;A_{2}\;{\sqrt {2\;(p_{1}-p_{2})/\rho }}}
Multiplicant per la densitat del fluid per obtenir l'equació del cabal màssic en qualsevol secció de la canonada:
{\displaystyle (2)\qquad q_{m}=\rho \;q_{v}=C\;A_{2}\;{\sqrt {2\;\rho \;(p_{1}-p_{2})}}}
on:
| {\displaystyle q_{v}{}}     | cabal volumètric (a qualsevol secció transversal), m³/s                                     |
| {\displaystyle q_{v}^{'}{}} | cabal volumètric teòric (a qualsevol secció transversal), m³/s                              |
| {\displaystyle q_{m}}       | cabal màssic (a qualsevol secció transversal), kg/s                                         |
| {\displaystyle q_{m}^{'}}   | cabal màssic teòric (a qualsevol secció transversal), kg/s                                  |
| {\displaystyle C_{d}}       | coeficient de cabal, adimensional                                                           |
| {\displaystyle C}           | coeficient de cabal de l'orifici, adimensional                                              |
| {\displaystyle A_{1}}       | àrea de la secció transversal de la canonada, m²                                            |
| {\displaystyle A_{2}}       | àrea de la secció transversal del forat de l'orifici, m²                                    |
| {\displaystyle D}           | diàmetre de la canonada, m                                                                  |
| {\displaystyle d}           | diàmetre del forat de l'orifici, m                                                          |
| {\displaystyle \beta }      | relació entre el diàmetre del forat de l'orifici i el diàmetre de la canonada, adimensional |
| {\displaystyle V_{1}^{'}}   | velocitat teòrica del fluid aigües amunt, m/s                                               |
| {\displaystyle V_{2}^{'}}   | velocitat teòrica del fluid a través de l'orifici, m/s                                      |
| {\displaystyle p_{1}}       | pressió del fluid aigües amunt, Pa amb dimensions de kg/(m·s² )                             |
| {\displaystyle p_{2}}       | pressió del fluid aigües avall, Pa amb dimensions de kg/(m·s² )                             |
| {\displaystyle \rho }       | densitat del fluid, kg/m³                                                                   |

La derivació de les equacions anteriors utilitza la secció transversal de l'obertura de l'orifici i no és tan realista com utilitzar la secció transversal mínima a la vena contracta. A més, les pèrdues per fricció poden no ser negligibles i poden estar presents efectes de viscositat i turbulència. Per aquest motiu, el coeficient de descàrrega {\displaystyle C_{d}} s'introdueix. Existeixen mètodes per determinar el coeficient de descàrrega en funció del nombre de Reynolds.
El paràmetre {\displaystyle {\frac {1}{\sqrt {1-\beta ^{4}}}}} sovint es coneix com a factor de velocitat d'aproximació i multiplicar el coeficient de cabal per aquest paràmetre (com s'ha fet anteriorment) produeix el coeficient de cabal {\displaystyle C}. També existeixen mètodes per determinar el coeficient de flux en funció de la funció beta {\displaystyle \beta } i la ubicació de la presa de detecció de pressió aigües avall. Per a aproximacions aproximades, es pot suposar que el coeficient de flux està entre 0,60 i 0,75. Per a una primera aproximació, es pot utilitzar un coeficient de flux de 0,62, ja que s'aproxima al flux completament desenvolupat.
Un orifici només funciona bé quan es subministra amb un perfil de flux completament desenvolupat. Això s'aconsegueix mitjançant una llarga longitud de canonada aigües amunt (de 20 a 40 diàmetres, depenent del nombre de Reynolds) o l'ús d'un condicionador de flux. Les plaques d'orifici són petites i barates, però no recuperen la caiguda de pressió tan bé com un venturi, una boquilla o una boquilla venturi. Els venturis també requereixen molta menys canonada recta aigües amunt. Un mesurador venturi és més eficient, però normalment més car i menys precís (tret que es calibre en un laboratori) que una placa d'orifici.

### Flux compressible
En general, l'equació (2) només és aplicable per a fluxos incompressibles. Es pot modificar introduint el factor d'expansió (també anomenat factor d'expansió) {\displaystyle \epsilon } per tenir en compte la compressibilitat dels gasos.
{\displaystyle q_{m}=\rho _{1}\;q_{v,1}=C\;\epsilon \;A_{2}\;{\sqrt {2\;\rho _{1}\;(p_{1}-p_{2})}}}
{\displaystyle \epsilon } és 1.0 per a fluids incompressibles i es pot calcular per a gasos compressibles  utilitzant fórmules determinades empíricament, tal com es mostra a continuació al càlcul.
Per a valors més petits de β (com ara plaques de restricció amb β inferior a 0,25 i descàrrega de tancs), si el fluid és compressible, el cabal depèn de si el flux s'ha obstruït. Si és així, aleshores el flux es pot calcular com es mostra en un flux obstruït (tot i que el flux de gasos reals a través d'orificis de placa fina mai s'obstrueix completament Mitjançant un balanç d'energia mecànica, el flux de fluid compressible en condicions no obstruïdes es pot calcular com a:
{\displaystyle q_{m}=C\;A_{2}\;{\sqrt {2\;\rho _{1}\;p_{1}\;{\bigg (}{\frac {\gamma }{\gamma -1}}{\bigg )}{\bigg [}(p_{2}/p_{1})^{2/\gamma }-(p_{2}/p_{1})^{(\gamma +1)/\gamma }{\bigg ]}}}}
i
{\displaystyle q_{v}={\frac {q_{m}}{\rho _{1}}}}
En condicions de flux obstruït, el cabal de fluid esdevé:
{\displaystyle q_{m}=C\;A_{2}\;{\sqrt {\gamma \;\rho _{1}\;p_{1}\;{\bigg (}{\frac {2}{\gamma +1}}{\bigg )}^{\frac {\gamma +1}{\gamma -1}}}}}
o
{\displaystyle q_{m}=C\;A_{2}\;{\sqrt {\gamma \;\rho _{1}\;p_{1}\;{\bigg (}{\frac {2}{\gamma +1}}{\bigg )}^{\frac {\gamma +1}{\gamma -1}}}}}
on
| {\displaystyle \gamma }                      | = relació de capacitat calorífica ( {\displaystyle c_{p}/c_{v}} ), adimensional ( {\displaystyle \gamma \approx 1.4} per a l'aire) |
| {\displaystyle q_{m}}, {\displaystyle q_{v}} | = cabal màssic i volumètric, respectivament, kg/s i m³/s                                                                           |
| {\displaystyle \rho _{1}}                    | = densitat real del gas en condicions aigües amunt, kg/m³                                                                          |
|                                              | i altres símbols es defineixen com s'ha indicat anteriorment                                                                       |